# سياسة التأشيرات في كوريا الشمالية
يجب على معظم زوار كوريا الشمالية الحصول على تأشيرة مقدمًا من إحدى البعثات الدبلوماسية لكوريا الشمالية. يجب على جميع الزوار الذين يحملون جوازات سفر عادية (باستثناء كوريا الجنوبية) الحصول على تأشيرة قبل دخول كوريا الشمالية. يحتاج جميع الزائرين (باستثناء مواطني كوريا الجنوبية) الذين يسافرون إلى كوريا الشمالية لأغراض سياحية إلى الحصول على تصريح مسبق من وكالة سفر مسجلة لدى الدولة.

## متطلبات التأشيرة

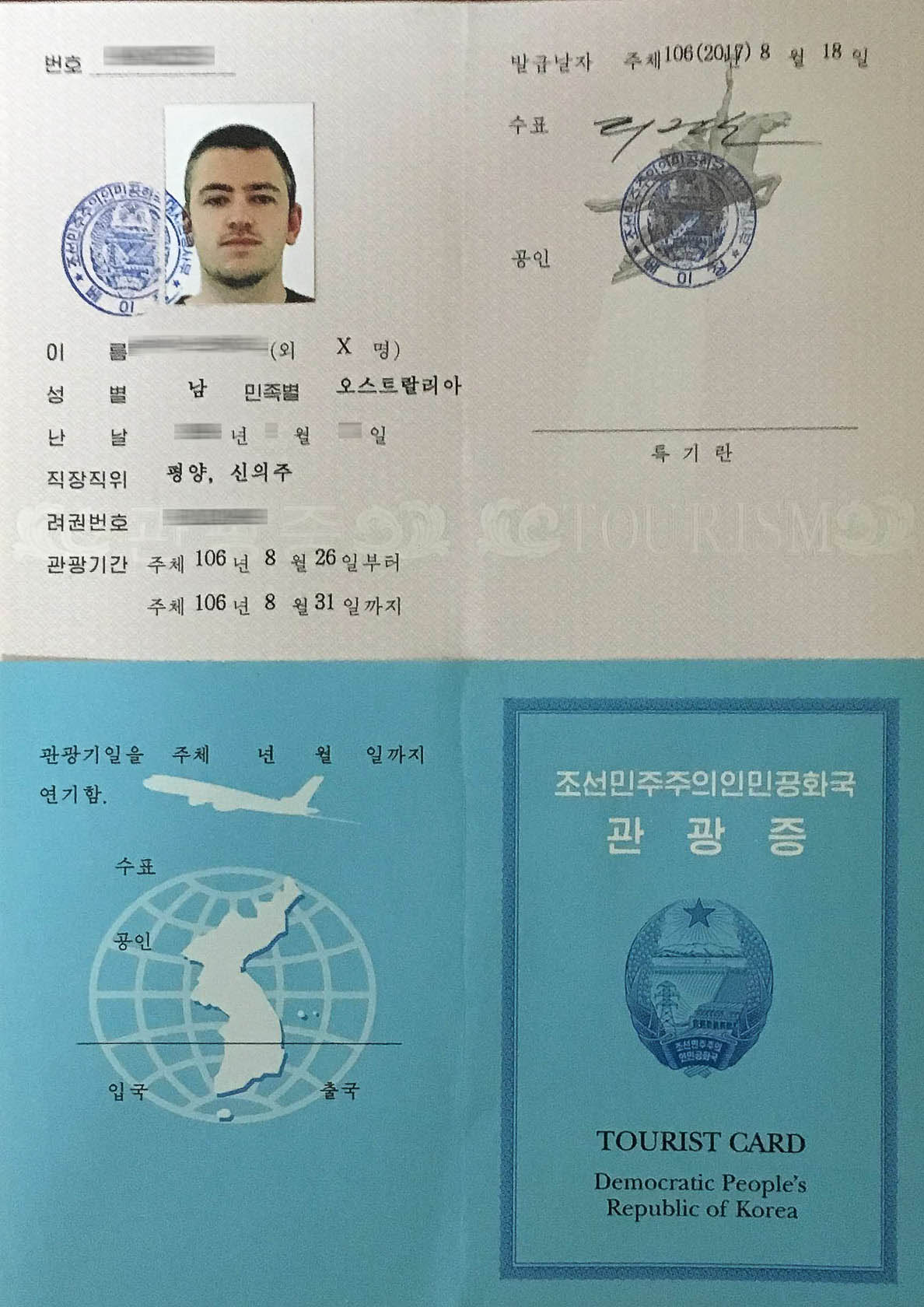
تأشيرة سياحية لكوريا الشمالية على شكل بطاقة سياحية

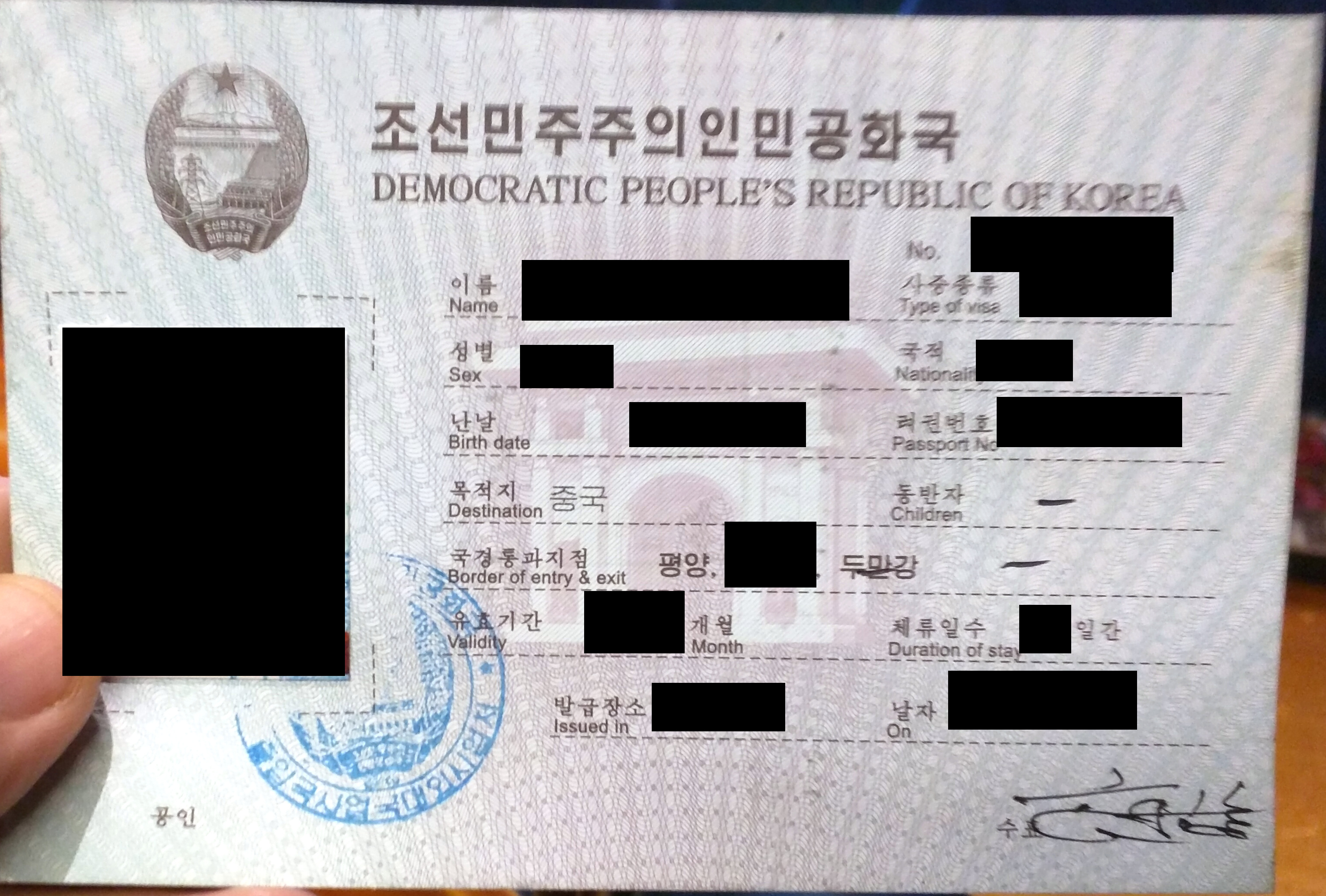
تأشيرة العمل لكوريا الشمالية

يتم إصدار التأشيرات السياحية لكوريا الشمالية على شكل بطاقة سياحية للسياح، أو على ورقة منفصلة لأنواع التأشيرات الأخرى. لا يتم الختم داخل جواز السفر الفعلي.

## الإعفاء من التأشيرة
يمكن لمواطني الصين الذين يحملون جوازات سفر عادية ويزورون مقاطعة تونغريم فقط في مجموعة سياحية البقاء هناك لمدة تصل إلى يومين. يمكنهم أيضًا زيارة سينويجو في رحلة ليوم واحد بدون تأشيرة.

### جوازات السفر غير العادية

سياسة التأشيرة لجمهورية كوريا الشعبية الديمقراطية
كوريا الشمالية
الإعفاء من التأشيرة لجوازات السفر الدبلوماسية والرسمية

يمكن لحاملي جوازات السفر غير العادية الصادرة لمواطني الدول الـ 22 التالية دخول كوريا الشمالية بدون تأشيرة، للإقامة حتى المدة المذكورة أدناه:
| - ألبانياD S - الصينD S - كوباD O S - قيرغيزستانD S - لاوسO | - الجبل الأسودD S - صربياD O - سويسراD S - سورياD S - طاجيكستانD S | - أوكرانياD S - فيتنامD O - زيمبابويD S |  |

| - بيلاروسياD O - بلغارياD S | - منغولياD O - روسياD S |  |

| - إيرانD - ميانمارD S - سنغافورةD |

D — جوازات السفر الدبلوماسية

O — جوازات السفر الرسمية

S — جوازات السفر الخدمية

## كوريا الجنوبية
لا يمكن لمواطني كوريا الجنوبية الذين يسعون لزيارة كوريا الشمالية استخدام جوازات السفر الكورية الجنوبية للسفر إلى كوريا الشمالية. ويجب عليهم بدلاً من ذلك تقديم شهادة التحقق من الزيارة لكوريا الشمالية/الجنوبية بالإضافة إلى بطاقة المغادرة إلى موظف الهجرة الكوري الشمالي في ميناء الدخول والخضوع لتفتيش الهجرة في كوريا الشمالية. ويجب عليهم أيضًا الحصول على تصريح من حكومة كوريا الجنوبية قبل المغادرة.

## إحصائيات
الزوار الذين يحملون جنسية الاتحاد الروسي
| دولة  | 2021 | 2020  | 2019  | 2018    | 2017  | 2016    | 2015  | 2014    | 2013    | 2012    | 2011  | 2010  |
| ----- | ---- | ----- | ----- | ------- | ----- | ------- | ----- | ------- | ------- | ------- | ----- | ----- |
| روسيا | ▼ 89 | ▼ 437 | 3,134 | ▼ 2,995 | 4,359 | ▼ 4,220 | 4,231 | ▼ 3,819 | ▼ 6,313 | ▼ 6,636 | 8,314 | 4,625 |